# Potentilla sericata
Potentilla sericata là loài thực vật có hoa trong họ Hoa hồng. Loài này được (S. Watson) Greene miêu tả khoa học đầu tiên năm 1887.